# طريق طويل إلى البيت (كتاب)
طريق طويل إلى المنزل هو كتاب واقعي لرجل الأعمال الهندي الأسترالي سارو بريرلي كتبه مع لاري بوتروز. نُشر الكتاب في البداية في أستراليا في 24 يونيو 2013 من قبل مطبعة فايكنغ ، ثم أعيد إصداره دوليًا في عام 2014،  حُول الكتاب إلى فيلم رئيسي في عام 2016 

## الخلفية
في كتاب السيرة الذاتية هذا، يُغطي بريرلي ثلاثة عقود من حياته، واصفا محنته ومغامراته كطفل ضائع يبلغ من العمر خمس سنوات في ريف الهند وتبنيه من قبل عائلة أسترالية من الطبقة المتوسطة وبحثه عن عائلته الهندية الأصلية بعد حوالي 25 عامًا.
أوضح لاري بوتروز في مقابلة مع راديو أي بي سي سيدني أنه "منذ المرة الأولى التي عرفت فيها القصة، علمت أنها قصة رائعة... لقد كان فيلمًا يستحق الإنتاج". سجل بوتروز ساعات من المقابلات مع كل من سارو وأمه بالتبني وأكمل مخطوطة مكونة من 70 ألف كلمة في غرفة فندق في كولكاتا للوفاء بموعد نهائي صارم مدته ثلاثة أشهر حدده الناشر. 

## الاستقبال
صرحت كارينا ويذربي من صحيفة فيل ديلي هناك شعور حقيقي بالتنفيس عند قراءة رواية بريرلي المذهلة بالمعنى الكلاسيكي للنهاية السعيدة، لأن رحلة المؤلف عندما كان صبيًا -ثم مرة أخرى عندما كان شابًا- تثير جرأة الحكاية، لكنها تدور أحداثها في العالم الحقيقي، مكان يمكن أن يبدو فيه العجائب والمعجزات غير موجودة. علقت ديان ديمبسي من سيدني مورنينغ هيرالد قائلة: يكتب بريرلي بطريقة مباشرة دون محاولة فعل أي شيء خيالي باستثناء سرد قصة رائعة. بالإضافة إلى قصة سعيه يُقدم نظرة ثاقبة غنية بالمعلومات ورائعة حول كيفية عيش عائلات العالم الثالث مع فقرها والبقاء على قيد الحياة بطريقةٍ ما. وأضاف تايلور ديبرت من مجلة إنترناشيونال بوليسي دايجست "ليس من الصعب أن نفهم سبب حصول هذا العمل على مثل هذا الثناء الكبير، هذه قصة صادقة عن الألم والنضال والأمل والحب. يختتم الكتاب بملاحظة تأملية ... رحلة بريرلي ملهمة ومؤثرة للغاية. إنه تذكير آخر بمدى قوة العاطفة والروح البشرية في الواقع.
أعيدت تسمية الكتاب الأسد، وكان على قائمة أفضل الكتب مبيعًا في نيويورك تايمز للقصص ذات الغلاف الورقي لمدة ستة أسابيع خلال الربع الأول من عام 2017. 

## الفيلم
في عام 2016، حُول الكتاب إلى فيلم روائي عالمي كبير تحت اسم ليون، من إخراج جارث ديفيس وبطولة ديف باتيل ونيكول كيدمان ووروني مارا. عُرض الفيلم لأول مرة في مهرجان تورونتو السينمائي الدولي 2016.      رُشح ديف باتيل لجائزة الأوسكار لأفضل ممثل مساعد.

## الروابط الخارجية
- كتاب الملف الشخصي على Amazon.com